# The Isle of Dogs (Theaterstück)
 Isle of Dogs ist ein satirisches Theaterstück aus dem 16. Jahrhundert, geschrieben von Thomas Nashe und Ben Jonson. Es wurde aufgrund seines skandalösen Inhalts sofort verboten und es ist keine Niederschrift überliefert.

## Das Theaterstück
Das Theaterstück wurde im Juli oder August 1597 im Londoner Swan Theatre uraufgeführt, vermutlich von dem Theaterensemble der Pembroke’s Men. Eine satirische Komödie, die sogleich den Behörden als „lewd plaie“ („unzüchtiges Theaterstück“) voller aufrührerischer und ehrenrühriger („slanderous“) Themen gemeldet wurde. Während die Überlieferungen nicht angeben, welche Vergehen nun im Einzelnen beanstandet wurden, weist eine Anspielung in den Parnassus-Stücken darauf hin, dass die Königin selbst aufs Korn genommen wurde. Andere Hinweise legen nahe, dass Henry Brooke, 11. Baron Cobham das Ziel des Spotts gewesen sein könnte.
Die Isle of Dogs (deutsch Hundeinsel) ist eine von der Themse umströmte Halbinsel auf der südöstlichen Seite Londons. Sie gehört heute zum Stadtbezirk London Borough of Tower Hamlets und bildet einen Teil der Docklands. Die Halbinsel liegt gegenüber von Greenwich, dem Ort des ehemaligen königlichen Palace of Placentia, wo sich auch das Beratergremium des Hofes traf (Privy Council). Es wird auch angenommen, dass die Queen auf der Halbinsel ihre Hunde ausführte, was den Namen der Örtlichkeit erklären könnte. Der emeritierte Professor der Harvard University David Riggs mutmaßt, dass die Satire die Berater der Königin als Schoßhunde beschrieb. Jedoch gibt der Titel des Stücks alleine keine Hinweise auf dessen Inhalt, da die Örtlichkeit ebenso als Sumpfgebiet bekannt war, an welchem sich die in die Themse geworfenen Abfälle sammelten. Die Halbinsel wurde auch in Jonsons Eastward Hoe von 1605 erwähnt, ein weiteres Stück, wofür der Autor eingesperrt wurde. Aber auch Nashe bezieht sich später in seinem Summer’s Last Will and Testament auf die Örtlichkeit: „Here's a coyle about dogges without wit. If I had thought the ship of fooles would have stayed to take in fresh water at the Ile of dogges I would have furnished it with a whole kennel of collections to the purpose.“ („Hier ist ein Scherz über Hunde ohne Pointe. Wenn ich gedacht hätte, das Narrenschiff wäre geblieben, um frisches Wasser auf der Ile of Dogges [Insel der Hunde] aufzunehmen, hätte ich es mit einem ganzen Zwinger voller Sammlungen [orig.: collections] zu diesem Zweck ausgestattet.“)

## Die Strafen
Wie auch immer, Richard Topcliffe informierte – bereits als bekannt wurde, dass ein solches Stück aufgeführt werden sollte –  Robert Cecil, 1. Earl of Salisbury, der die Angelegenheit vor das Privy Council brachte. Drei der Schauspieler (Gabriel Spenser, Robert Shaa und Ben Jonson) wurden verhaftet und in das Gefängnis Marshalsea verbracht. Nashes Haus wurde gestürmt und seine Unterlagen beschlagnahmt, aber er entging durch die Flucht nach Great Yarmouth der Verhaftung, wo er sich zwei Jahre versteckte, bevor er nach London zurückkehrte. Er schrieb aus seinem Exil, dass er einem Monstrum zur Geburt verholfen habe – „it was no sooner borne but I was glad to runne from it.“. Später nannte er das Stück noch „an imperfit Embrion of my idle houres“ (etwa „eine unvollkommene Ausgeburt meiner freien Stunden“) und behauptete, dass er nur die Einführung und den ersten Akt schrieb. Jonson hingegen erinnert sich nur, lediglich „Ja und Nein“ gesagt zu haben. Die Behörden platzierten zwei Informanten in seine Nähe (Robert Poley und jemanden mit dem Nachnamen Parrot); diese wurde in Jonsons Epigramm 59 erwähnt, Of Spies.
Nach diesem kurzzeitig repressiven Vorgehen scheinen die königlichen Behörden die Angelegenheit dann im Weiteren nicht weiter verfolgt zu haben. Die Anordnung in Bezug auf die ersten Verhaftungen besagt, dass „der Rest der Schauspieler oder Darsteller („players or actors“) in jener Angelegenheit festgenommen werden sollen“, die geschah jedoch nie. Shaa und Spenser wurden recht schnell wieder auf freien Fuß gesetzt und auch Jonson kam bereits zu Anfang Oktober aus dem Gefängnis. Die Pembroke’s Men, wie auch andere Companies nahmen in der Wintersaison ihren Spielbetrieb wieder auf. Die einzige Partei, die ernstlichen Schaden davontrug, war der  Impresario des Swan Theatre, Francis Langley, der für sein Theater keine Neuzulassung mehr bekam, was auch das Ende dieses Theaterhauses markierte. Zumal er vor dem Privy Council in einer nicht näher bestimmte Sache, in der ein großer, gestohlener portugiesischer Diamant eine Rolle spielte, verstrickt war.

## Bedeutung für das Londoner Theaterwesen
Das Aufführungsverbot von Isle of Dogs wurde lange Zeit als eine bedeutende Episode in dem komplexen Verhältnis, in dem sich die Stadt, der Hof und die Theaterwelt zueinander bewegten, verstanden. Die genaue Bedeutung ist jedoch schwer zu bestimmen. Der Literaturkritiker Chambers betrachtete, während er Langleys Verstrickung in der Diamantensache beschrieb, das Stück in Zusammenhang mit der Anordnung des Privy Council vom 28. Juli 1597 das Schauspiel insgesamt zu  untersagen und die Theater abzureißen. Nach dieser Auffassung spiegelt die, den Ensembles im weiteren Lauf des Jahres gewährte Nachsicht, die kurzlebige Natur dieses zunächst recht entschieden anmutenden Vorstoßes wider.
Andere Gelehrte, darunter William Ingram, hinterfrugen die zeitlichen Abläufe. Die Verordnung des 28. Juli erwähnte das Theaterstück nicht; dieses wurde erst als Antwort auf die regelmäßig wiederkehrenden Gesuche der Behörden das Theaterwesen zu beenden, entworfen. Der Rat erließ erst im darauf folgenden Monat gesonderte Anordnung bezogen auf das Stück. Zudem verschlimmerten die Pembroke’s Men die Situation, als sie das Stück (wissentlich oder nicht wissentlich) kurz nach dem Verbot nochmal aufführten. Mehr noch: Robert Cecils Aufgebrachtheit über den gestohlenen Diamanten lässt den Schluss zu, dass Langley das eigentliche Ziel der Verfügungen vom 28. Juli waren. Andrew Gurr ergänzt dieses Bild durch Feststellung der höfischen Tendenz, wie sie in der späten elisabethanischen und frühen Stuart-Zeit zu erkennen sei, eher zwei größere, ihnen zugewandtere, Kompanien zu bevorzugen (Admiral’s Men und Lord Chamberlain’s Men).

## Spätere Bezugnahmen
Das Handlungsbild in The Isle of Dogs zeichnete eine Gesellschaft, die bald durch Neid ruiniert werden würde und Nashe bezieht sich hierbei auch auf den Hundestern und dessen Erscheinen im Juli und August (siehe auch Hundstage) in seinem Stück „Summer's Last Will and Testament“. Der Bader Richard Lichfield († 1630) zog in seinem 1597 erschienenen Pamphlet „The Trimming of Thomas Nash gentleman“ Nashe damit auf.